# Nić Ariadny

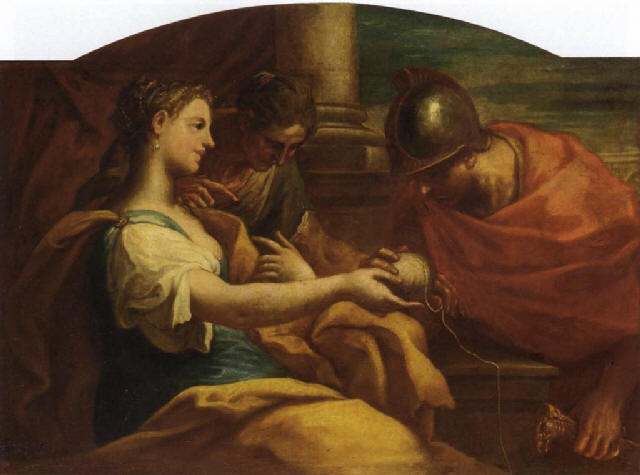
Nić Ariadny na obrazie Niccolò Bambini

Nić Ariadny – w mitologii greckiej kłębek nici, który Ariadna podarowała Tezeuszowi, aby mógł wydostać się z labiryntu Minotaura.
Związek frazeologiczny nić Ariadny oznacza rozwiązanie danego problemu czy sytuacji, lub wskazówkę.